# Вацлав Борейко (1764-1854)
Вацлав Борейко з Кнерута (16 квітня 1764, Самостріли — 22 червня 1854, Дідівщина) — шляхтич, ландшафтний архітектор, громадсько-політичний та освітній діяч, власник маєтків в Україні. Дід (батько матері) відомого польського дослідника України Едварда з роду Руліковських.

## З життєпису
Батько — Іван Павло Борейко — житомирський чесник, власник маєтку в селі Самостріли. Мати — Анна з Малинських.
На 18 році життя Вацлав закінчив колегіум піярів у Межирічі Корецькому. Потім вивчав право в Житомирі, тут перебував 1 рік як «депендент» мецената Юзефа Боровецького, потім два роки був при Коронному трибуналі в Любліні. Після повернення обраний послом на сейм до Варшави від Київського воєводства. 1789 року посів дідичний маєток у Самострілах.
1805 року купив у шляхтича Павла Вигоновського містечко Висоцьк. Того ж 1805 року (за іншими даними — у 1811 році) заснував на східних околицях Висоцька колонію з голландських «нижніх» менонітів, назвавши її на честь доньки Софіївкою.
У 1807 році за поданням міністра освіти став членом-комісаром судово-освітньої комісії, утвореної з ініціативи Тадеуша Чацького, чиїм порадником та приятелем був. Кілька років був головою (президентом) цієї комісії, став після наступників Чацького — Міхала Собанського та князя Дмитра Четвертинського. У 1832 році подав у відставку. Відомий тим, що:
- зміг залучити багато фундушів для створення парафіяльних шкіл,
- за його допомоги Межиріцький колегіум став значним освітнім закладом,
- був любителем створення пейзажних парків (Висоцьк, Володарка, Мотовилівка, Солтанівка), ботанічного саду в Самострілах,
- на його честь ботанік Віллібальд Бессер назвав один вид шипшини — Rosa borejkiana,
- подарував багато видів рослин для ботанічного саду Крем'янецького ліцею,
- був рівненським повітовим маршалком,
- у 1805 році княжна Ізабела Чорторийська спеціально приїхала подивитись на його ботанічний сад у Самострілах,
- написав та видав друком кілька праць про Волинь, статтю «Про виховання дітей» надрукували в «Календарі Чеха» (1859).

Помер 22 червня 1854 року в селі Дідівщина, де й похований.

### Сім'я
Дружина — Юзефа Ганська. Діти:
- Софія — дружина Юзефа Казімежа Антонія,[6] мати Едварда та Вацлава[7] Руліковських.